# استشارات كلية
تعد الاستشارة الكلية أو استشارة أعضاء هيئة التدريس بأنها الأستعانة بالخبرة العلمية لخدمة منظمات غير مرتبطة بالمجتمع العلمي وقد تكون هذه الاستشارة من خلال معارف أو متطوعين أو بمقابل معين.
وتتفاوت الجامعات فيما بينها بما يخص سياسة استشارة أعضاء هيئة التدريس وبالتحديد الوقت المخصص للاستشارة بالإضافة إلى وضع شروط محددة لعدم تضارب المصالح.
ولابد من توضيح الفارق بين المشاركة الاستشارية والمشاركة النشاطية أو ماقد يشار إليهما بالعلمية والأبداعية.
ويمكن القول الخدمة المجتمعية والأنشطة خارج نطاق الخبرة العلمية للمستشار فعلا سبيل المثال: أستاذ التاريخ الذي يعمل على تصميم القوارب في وقت فراغه لا يعتبر أهلاً للاستشارة بخلاف بروفيسور في الهندسة والذي قد يكون أحرى بذلك.